# 존 마틴 포이어

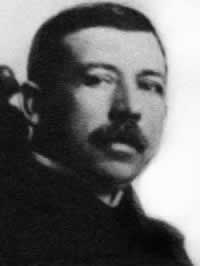

존 마틴 포이어(John Martin Poyer, 1861년 ~ 1922년 5월 12일)는 1915년 3월 1일부터 1919년 6월 10일까지 미국령 사모아 해군 총독이었다. 그는 미국 정부가 이 영토에 임명한 모든 미국인 주지사 중 가장 긴 임기를 역임했다. 해군사관학교를 졸업한 포이어는 수많은 직책을 역임했으며, 건강상의 이유로 1906년에 은퇴했다. 그러나 해군은 1915년에 그를 주지사로 복귀시켰다. 1918년 인플루엔자 범유행 당시, 포이어는 팬데믹이 아메리칸사모아로 확산되는 것을 막기 위해 이 영토를 검역했다. 그의 조치 덕분에 아메리칸사모아에서는 사망자가 발생하지 않았으며, 그는 해군 십자장을 받았다. 최종 은퇴 시 포이어는 사령관 계급에 도달했다.
포이어는 제1차 세계 대전 동안 미국령 사모아 총독으로 재직했다. 영토는 전쟁에 직접적으로 관여하지 않았지만, 포이어는 교육 및 공중 보건 시스템 개선에 중점을 두었다. 그의 명예를 기려 중학교 하나가 그의 이름을 따서 명명되었다. 그는 마누아 제도의 개발 대부분을 파괴한 파괴적인 허리케인 직후 아메리칸사모아에 도착했다. 1915년, 포이어는 마누아 인구의 50% 이상을 투투일라섬으로 대피시켜 새로운 작물 수확을 기다리게 했으며, 이로 인해 많은 주민들이 투투일라에 남기로 결정하여 마누아의 인구가 크게 감소했다. 1918년, 치명적인 인플루엔자 전염병이 서사모아를 강타하여 우폴루섬과 사바이섬 모두에서 인구의 5분의 1이 사망했다. 포이어 주지사는 서사모아에서 들어오는 모든 물품에 대해 엄격한 검역을 시행했으며, 우편물은 파고파고 항구에서 멀리 떨어진 곳에서 전달되었다. 이 결정적인 조치로 아메리칸사모아에서는 인플루엔자 사망자가 발생하지 않았다. 포이어는 매우 인기가 많았으며, 그의 임기가 끝났을 때 사모아인들은 그가 계속 직책을 맡기를 압도적으로 원했다.

## 삶과 경력

### 초기 생애
포이어는 1861년에 인디애나주에서 태어났다. 그는 1879년 10월 위스콘신주에서 미국 해군사관학교에 임명되었다.

### 해군 경력
포이어는 1884년 2월에 소위가 되었고, 1894년 12월에 중위 (초급)가 되었다. 그는 1892년부터 1894년까지 워싱턴 해군공창에 주둔했고, 1894년 8월부터 1897년까지 USS 몽고메리 (C-9)에 주둔했으며, 1897년 6월 미국 해군참모대학교에, 1897년부터 1898년까지 워싱턴 해군공창으로 돌아와 USS 세인트 폴 (SP-1643)에 주둔했다. 그는 1898년 5월에 중위가 되었다. 포이어는 1906년 6월 30일 건강 악화로 중령으로 현역에서 은퇴했지만, 아메리칸사모아 주지사가 되기 위해 현역으로 복귀했다.

## 주지사 직책
1915년 3월 1일, 포이어는 중위 찰스 아르미호 우드러프를 해임하고 아메리칸사모아의 12대 주지사가 되었으며, 이 직책을 맡은 11번째 인물이 되었다. 그는 해군에서 이미 은퇴한 후에도 해군 주지사 직책을 맡은 세 명 중 한 명이다. 주지사로서 포이어는 이 영토의 알코올 금주법을 종식시켰다. 1918년 인플루엔자 범유행 동안, 포이어는 라디오에서 전 세계적인 사망 소식을 들은 후 아메리칸사모아를 검역했다. 이 조치로 인해 아메리칸사모아는 독감 사망자가 발생하지 않은 세계의 몇 안 되는 지역 중 하나가 되었다. 선박 검역에 분노한 뉴질랜드 육군의 로버트 로건 중령 (서사모아 행정관)은 아메리칸사모아와의 통신을 단절했다. 스페인 독감의 확산을 막는 그의 리더십으로 포이어는 해군 십자장을 받았다.
포이어는 1919년 6월 10일 아메리칸사모아의 지휘권을 워런 제이 테르훈에게 넘기고 주지사 임기를 마쳤다. 그의 임기는 아메리칸사모아 해군 주지사 중 가장 길다. 은퇴 후 포이어는 사망할 때까지 워싱턴 D.C.에서 살았다. 그는 알링턴 국립묘지에 묻혔다.

### 해군 십자장 표창
아메리카 합중국 대통령은 존 마틴 포이어 해군 사령관에게 해군 십자장을 수여하게 된 것을 기쁘게 생각합니다. 그는 아메리칸사모아 주지사로서 막중한 책임감을 가지고 탁월한 공로를 세웠습니다. 현명하고 성공적인 직무 수행과 특히 사모아 제도 인근 섬들에서 10,000명 이상의 사망자가 발생하고 폴리네시아 제도 전체에서 사망률이 인구의 30%에서 40%에 달했다고 보고된 시기에 아메리칸사모아가 인플루엔자 전염병으로부터 완전히 면역될 수 있도록 한 매우 성공적인 조치에 대해 표창합니다.